# Хреков, Виктор Анатольевич
Ви́ктор Анато́льевич Хре́ков (24 июля 1954, Таганрог, Ростовская область — 28 сентября 2015, Москва) — советский и российский журналист и переводчик. С 1999 по 2015 год — пресс-секретарь Управления делами президента РФ. Заслуженный работник культуры Российской Федерации (1999).

## Биография
Родился 23 июля 1954 года в городе Таганрог в семье Хрекова Анатолия Анатольевича и Хрековой Веры Павловны.
В 1977 году окончил институт стран Азии и Африки при МГУ. По специальности вьетнамист-историк, референт-переводчик.
С середины 1970-х годов работал в ТАСС — корреспондентом, редактором-переводчиком, затем заведующим отделением в Ханое и во Франции.
С 1999 года до конца жизни занимал должность пресс-секретаря Управления делами президента РФ, советника Управляющего делами Президента РФ.
Умер 27 сентября 2015 года в Москве. Похоронен 30 сентября на Троекуровском кладбище.

## Награды
- Заслуженный работник культуры Российской Федерации (13 января 1999 года) — «за заслуги в области печати, культуры, укреплении дружбы и сотрудничества между народами, многолетнюю плодотворную работу»[4]
- Почётная грамота Президента Российской Федерации (15 июля 2011 года) — «за достигнутые трудовые успехи и многолетнюю добросовестную работу»[5]

## Семья
Сын, Антон Хреков (р. 1975) — российский журналист, писатель, предприниматель и бизнес-тренер, в прошлом — корреспондент и ведущий программ «Сегодня», «Страна и мир» и «Главный герой» на телеканале НТВ.